# Maixe
Maixe település Franciaországban, Meurthe-et-Moselle megyében. Lakosainak száma 405 fő (2022. január 1.). Maixe Anthelupt, Crévic, Deuxville, Drouville, Einville-au-Jard és Serres községekkel határos.

## Népesség
A település népességének változása:
| Lakosok száma | 350  | 374  | 387  | 404  | 418  | 412  | 413  | 412  | 408  | 405  |
|               | 1968 | 1982 | 1990 | 2006 | 2013 | 2015 | 2017 | 2019 | 2020 | 2022 |